# 幸寅遜
幸寅逊，五代十国夔州雲安監（今重庆市云阳县北）人。一作成都人，後蜀、北宋官员。
幸寅遜是唐朝上柱國幸希元的后代，善做文章。後蜀後主孟昶，担任茂州録事參軍。後主初嗣位，喜欢擊毬馳騁，雖盛暑不能停止，左右不敢劝諫。明德二年（935年），幸寅逊上章极谏，後主雖不能听從，也優容而不怪罪。转任新都县令，又历任司門郎中、知制誥、中書舍人。出知武信軍府，加史館修撰，改給事中，参与修撰《前蜀书》，拜翰林学士，加工部侍郎，判吏部三铨事，领简州刺史。后蜀灭亡后，幸寅逊隨後主降宋，授右庶子。他在宋朝也是上疏諫止皇帝游獵，被宋太祖嘉赏，召見賜帛。開寶五年（972年），爲鎮國軍行軍司馬。罷職，九十餘岁，还有出仕之意，整裝赴京，未上路就去世了。著有王氏開國記。